# Všechovice (okres Přerov)
Všechovice jsou obec v okrese Přerov v Olomouckém kraji. Žije zde 900 obyvatel.

## Poloha
Obec Všechovice leží v jihovýchodním cípu okresu Přerov, na rozmezí dalších dvou okresů - Vsetína a Kroměříže a také na rozmezí dvou krajů: Olomouckého, jehož jsou součástí, a Zlínského. Malebný kraj, zvaný Záhoří, je od jihu lemován Hostýnskými vrchy a od severu se v dálce modrají Oderské vrchy. Obcí protéká řeka Juhyně; patří k povodí Bečvy. Obec samotná je po mnoha desetiletí přirozeným hospodářským, kulturním a společenským centrem kraje. Od roku 1976 do roku 1990 byly Všechovice střediskovou obcí a sdružovaly obce Horní Újezd, Malhotice, Provodovice, Rouské.

## Název
Základem názvu vesnice bylo osobní jméno Všech(a), domácká podoba některého jména začínajícího na Vše- (Všebor, Všemír, Všemysl apod.). Výchozí tvar Všechovici byl pojmenováním obyvatel vsi a znamenal "Všechovi lidé".

## Historie
Přesná data o vzniku obce nejsou známa. První písemná zmínka o obci pochází z roku 1281, kdy se připomíná Dobroslav ze Všechovic. Roku 1285 daroval český král Václav II. Všechovice kostelu olomouckému. Dalším majitelem se stal Vok z Kravař a Jičína, který roku 1378 zastavil své všechovské statky na tři roky Herši z Rokytnice. V té době stála ve Všechovicích mocná kamenná tvrz, kolem které se začala tvořit obec. V roce 1431 je v zemských deskách zapsán Jan Jiskra z Brandýsa a ze Všechovic. Všechovské léno držel Jiskra až do roku 1446.
Od roku 1532 do roku 1579 drželi Všechovice s tvrzemi Skalička, Provodovice a Komárno bratři Jan a Jaroš Kunčičtí z Kunčic a jejich potomci. Po Kunčických držel Všechovice Jiří Vlk z Konecchlumí, který prodal léno roku 1583 Janu Želeckému z Počenic. V této době bylo na místě staré tvrze z roku 1378 postaveno renesanční jádro zámku s jeho erby a sklepy. Byl vystavěn i dvůr a z téže doby zřejmě pocházejí i usedlosti, které tvoří nepravidelnou náves.
Rod Želeckých z Počenic vlastnil Všechovice skoro 300 let. Roku 1653 byla ve Všechovicích s přispěním Želeckých postavena budova školy. Stejně tak farní kostel okolo roku 1757 a přestavba zámku v barokním slohu kolem roku 1770. Pošta v obci byla založena 1. února 1887. V roce 1888 byla na návsi postavena nová školní patrová budova. Od roku 1985, kdy byla postavena moderní pavilónová škola, svému účelu neslouží.
Zajímavé jsou údaje o obyvatelstvu a domech v určitých obdobích:
- v roce 1791 měla obec 583 obyvatel v 86 domech;
- v roce 1880 měla už 967 obyvatel ve 133 domech;
- v roce 1910 měla obec 912 obyvatel ve 136 domech;
- v roce 2005 měla obec 880 obyvatel ve 268 domech, z toho 172 dětí do 15 let, 158 důchodců a 550 občanů v produktivním věku, celkem 451 obyvatel mužského pohlaví a 429 ženského pohlaví;
- v roce 2006 zde žilo 849 obyvatel.

### Otec moderní architektury
24. března 1895 se ve Všechovicích na náměstí narodil pozdější věhlasný architekt Bohuslav Fuchs, který ve Všechovicích také zanechal některá svá díla – hřbitov, domy učitelů a náhrobek rodičů. Bohuslav Fuchs platí i v mezinárodním kontextu za jednoho ze zakladatelů moderní architektury. Obec v budově bývalé školy umístila muzeum Bohuslava Fuchse.

## Obyvatelstvo
| Rok            | 1869 | 1880 | 1890 | 1900 | 1910 | 1921 | 1930 | 1950 | 1961 | 1970 | 1980 | 1991 | 2001 | 2011 | 2021 |
| -------------- | ---- | ---- | ---- | ---- | ---- | ---- | ---- | ---- | ---- | ---- | ---- | ---- | ---- | ---- | ---- |
| Počet obyvatel | 891  | 971  | 916  | 844  | 912  | 840  | 814  | 784  | 837  | 793  | 799  | 889  | 885  | 864  | 827  |
| Počet domů     | 130  | 131  | 135  | 136  | 134  | 130  | 145  | 169  | 174  | 188  | 198  | 232  | 242  | 265  | 272  |

## Obecní správa
Od 1. července 1983 do 23. listopadu 1990 k obci patřily Malhotice, Provodovice a Rouské.

### Obecní symboly
Znak a vlajka byly obci uděleny rozhodnutím předsedy Poslanecké sněmovny Parlamentu České republiky dne 14. ledna 2000.

## Vybavenost obce
V obci je zdravotní středisko, které slouží dalším pěti okolním obcím a sdružuje: ordinaci obvodního lékaře, ordinaci dětské lékařky, ordinaci gynekologickou, ordinaci zubní a zubní laboratoř. Vyjma gynekologické ordinace (1× týdně) pracují ostatní ordinace Po - Pá. V obci je poštovní úřad otevřený denně. 
V obci je středisková knihovna. Poskytuje významné služby dalším 11 menším obcím včetně 8 obcí Mikroregionu Záhoran. Obměňuje a doplňuje knižní fondy v těchto obcích. Je zde také možnost použití internetu zdarma. V obci je širokoúhlé kino, které momentálně nepromítá.
V obci je šestipavilonová budova základní školy s vlastní kuchyní a jídelnou, tělocvičnou. Základní škola má 300 žáků. Kromě místních sem dojíždějí děti z dalších 10 až 11 obcí. Mimo daný vyučovací program poskytuje škola vyžití v několika desítkách zájmových kroužků. Vyniká především ve sportovní oblasti. Obec má třípavilonovou budovu mateřské školy, kterou navštěvuje 46 dětí. MŠ je od 1. ledna 2003 součástí Základní školy Všechovice - právního subjektu a příspěvkové organizace obce Všechovice.
Ve Všechovicích je mimo jiné i tiskárna Mariva, která se nachází naproti kulturnímu domu. Služeb této tiskárny využívají především žáci devátých tříd, maturanti, firmy atd. Tato firma totiž nabízí ze standardních produktů potisk absolventských triček, kšiltovek, maturitních šerp, stužek, hrnků, ale i reklamní potisk textilu.
Všechovice jsou významnou farností. Zdejší farní kostel Nejsvětější Trojice je významnou barokní stavbou a památkou obce. S přispěním tehdejšího vlastníka Všechovic Václava Arnošta Želeckého byl postaven okolo roku 1756–1757. O stavební materiál se postaral biskup Maxmilián Hamilton a arcibiskup Antonín Theodor Colloredo-Valdsee. Farnost zahrnuje obce Býškovice, Malhotice, Rouské, Provodovice, Komárno.

## Pamětihodnosti
- Zámek Všechovice

## Osobnosti
- Josef Herma (???–1924), starosta obce a zemský poslanec
- Bohuslav Fuchs (1895–1972), architekt a urbanista
- Alois Kobliha (1881 – ???), ř. k. kněz, vysvěcen 1905, arcibiskupský rada
- Tomáš Rábl všechovický rodák (1864-1936), ř. k. kněz, biskupský rada, farář v Brně-Komárově, pohřben na sv. Hostýně
- Vincenc Šalša (1916 – 1995), ThLic., vysvěcen 1940, od r. 1971 farář, hranický děkan, arcibiskupský rada, dlouholetý vězeň minulého režimu z proces František Valena a spol. [10]
- Jaromír Žák (* 1942), politik a ekonom, ministr financí ČSSR v letech 1985 až 1988

## Galerie

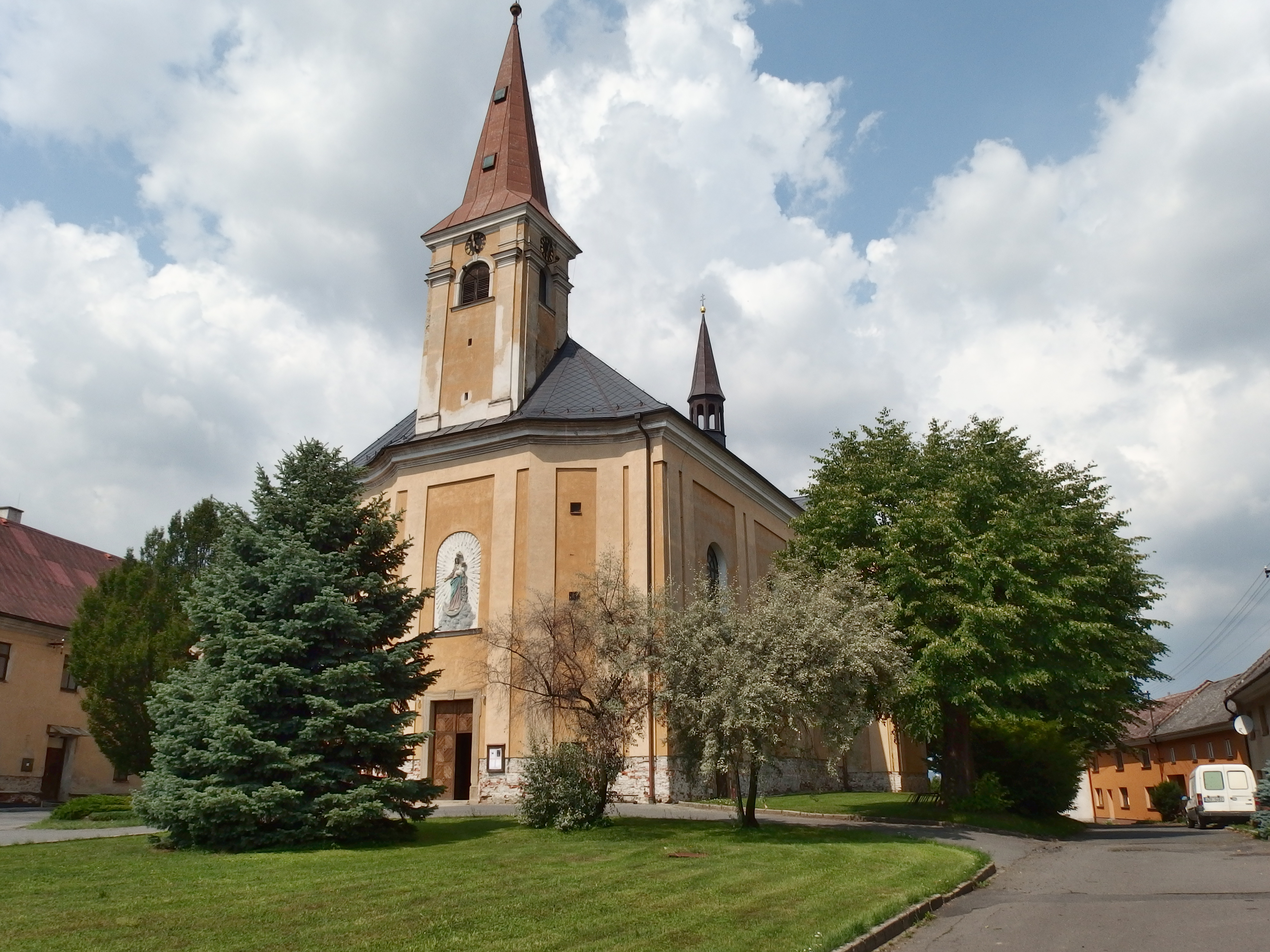
Kostel Nejsvětější Trojice
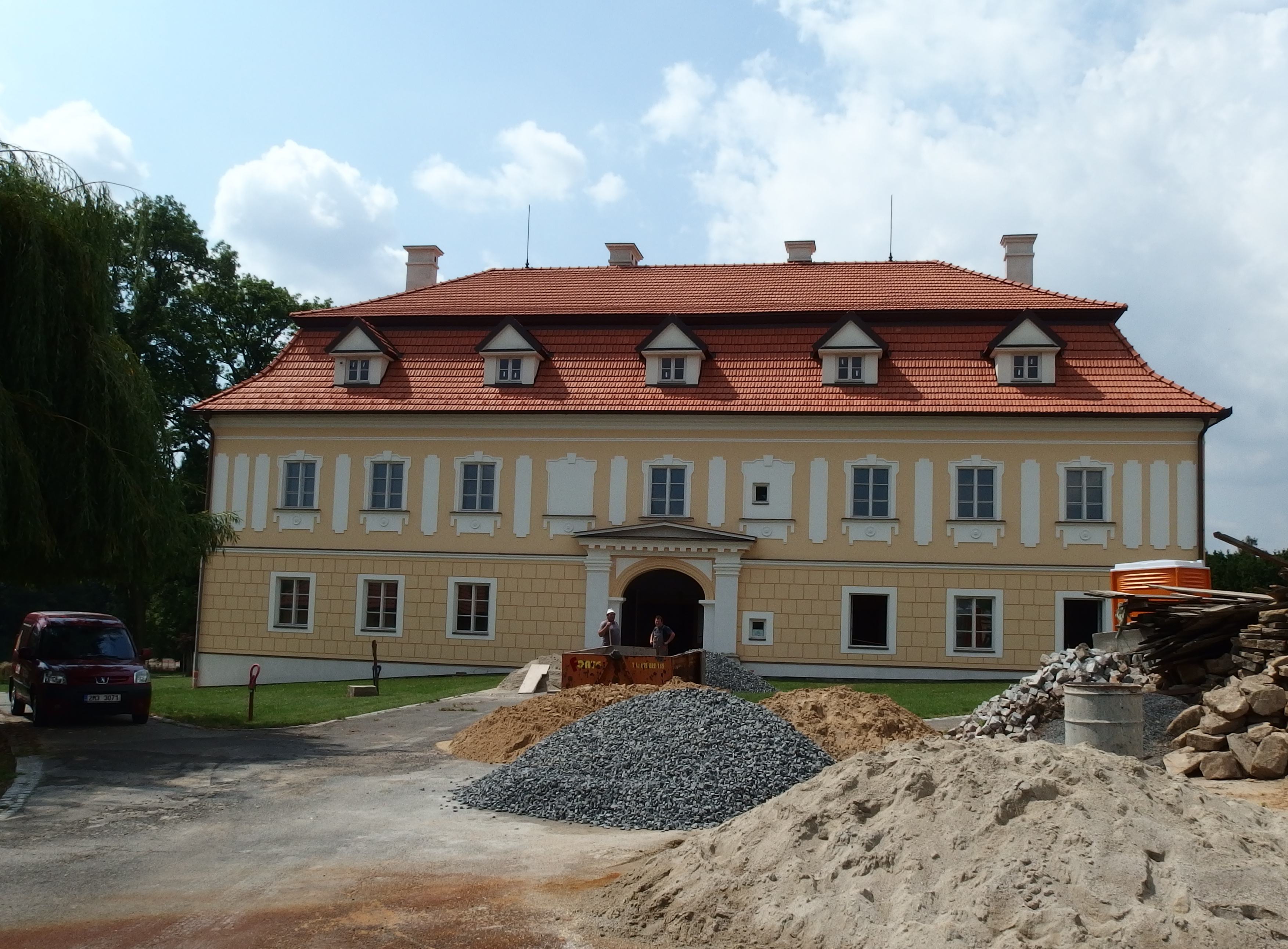
Zámek při rekonstrukci
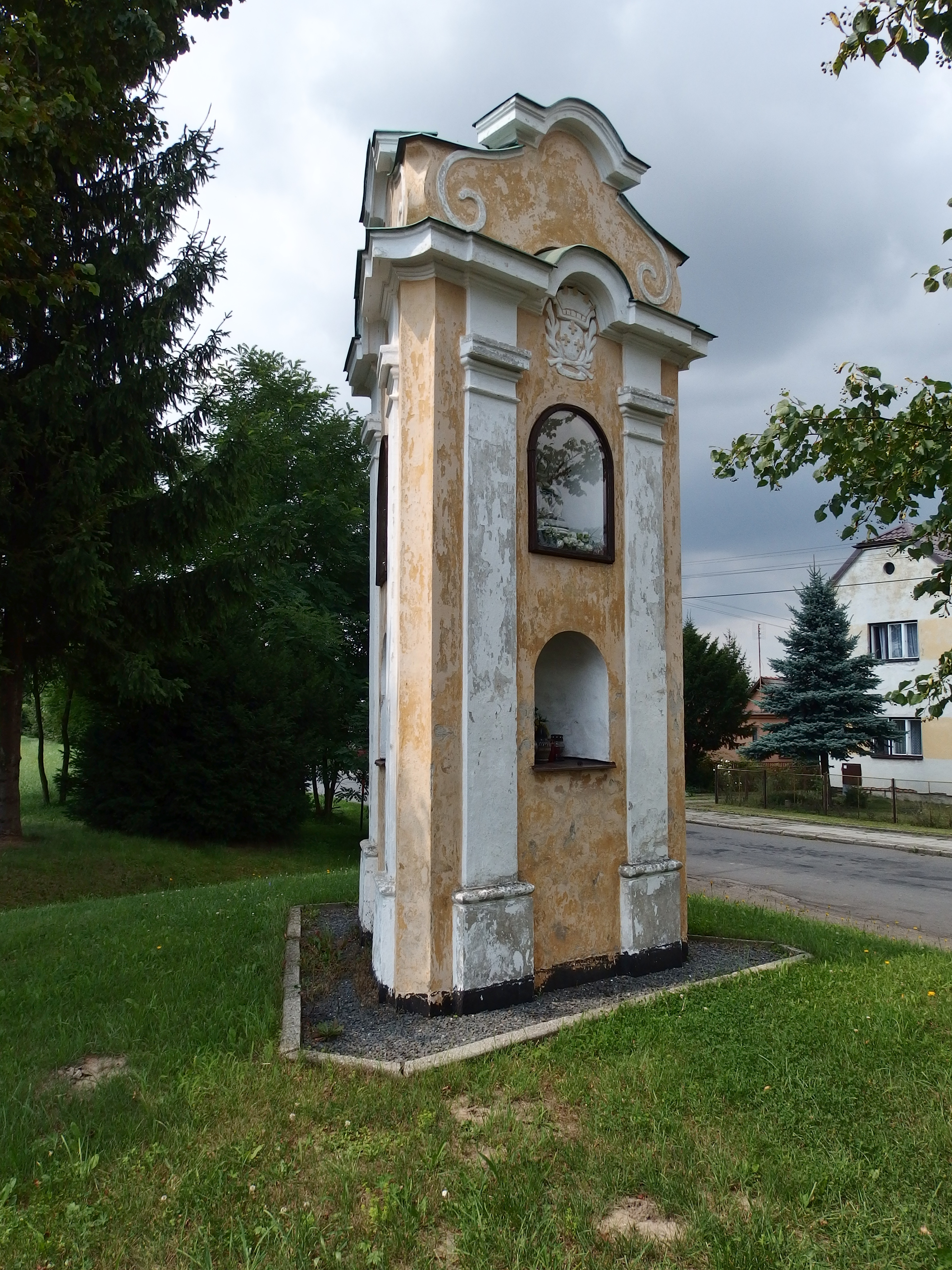
Barokní boží muka
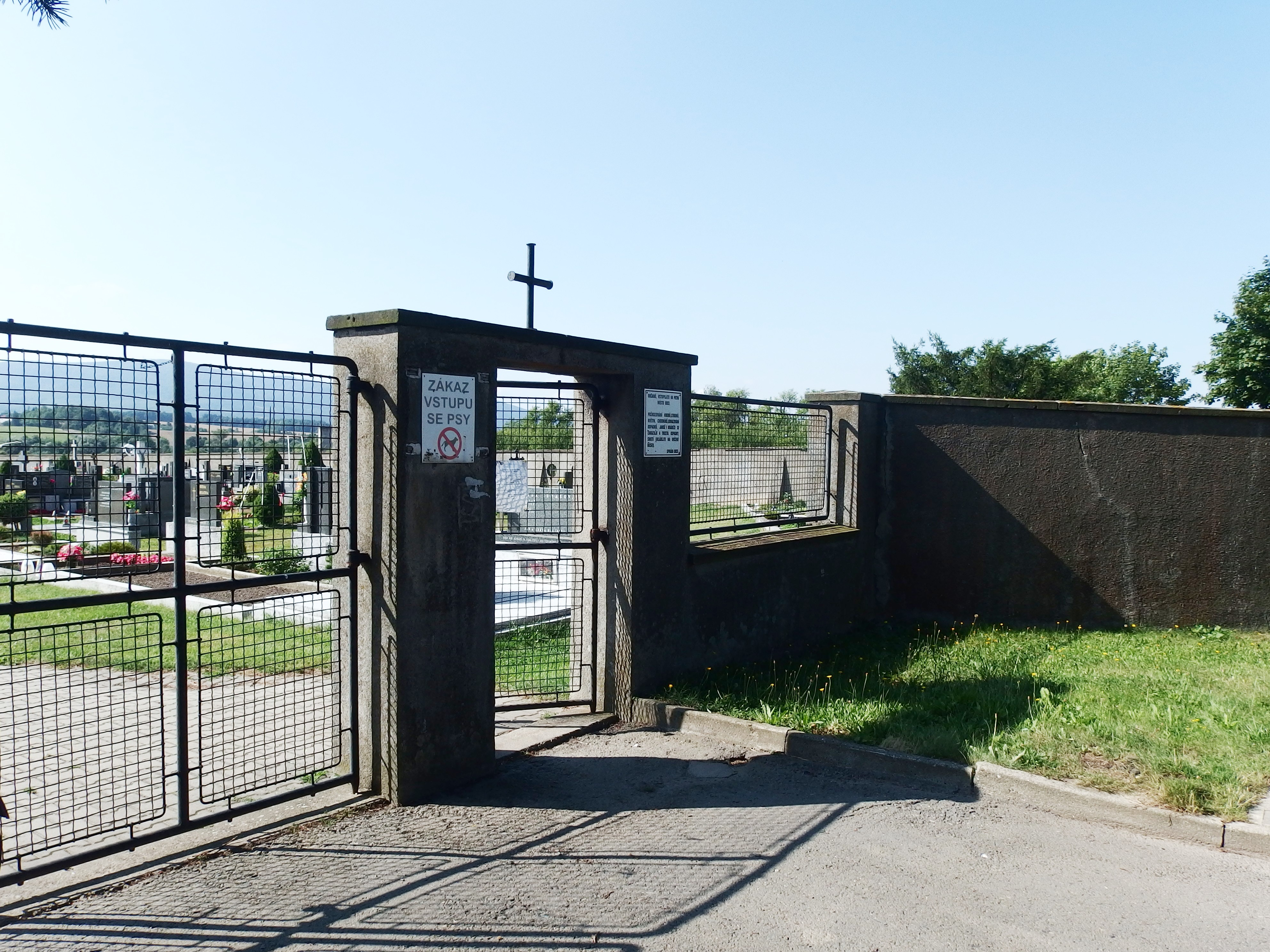
Hřbitov postavený podle projektu B. Fuchse
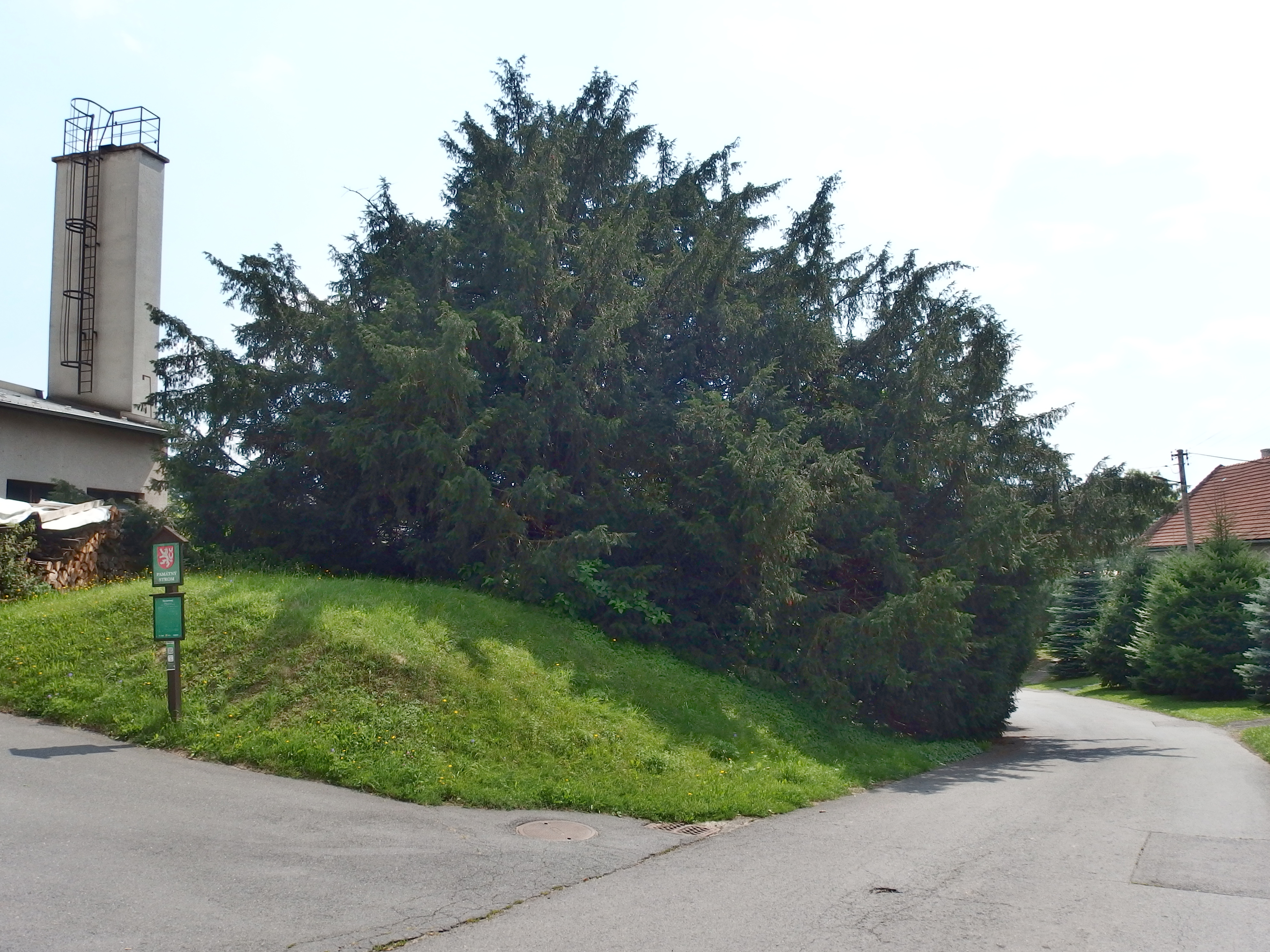
Chráněný tis červený
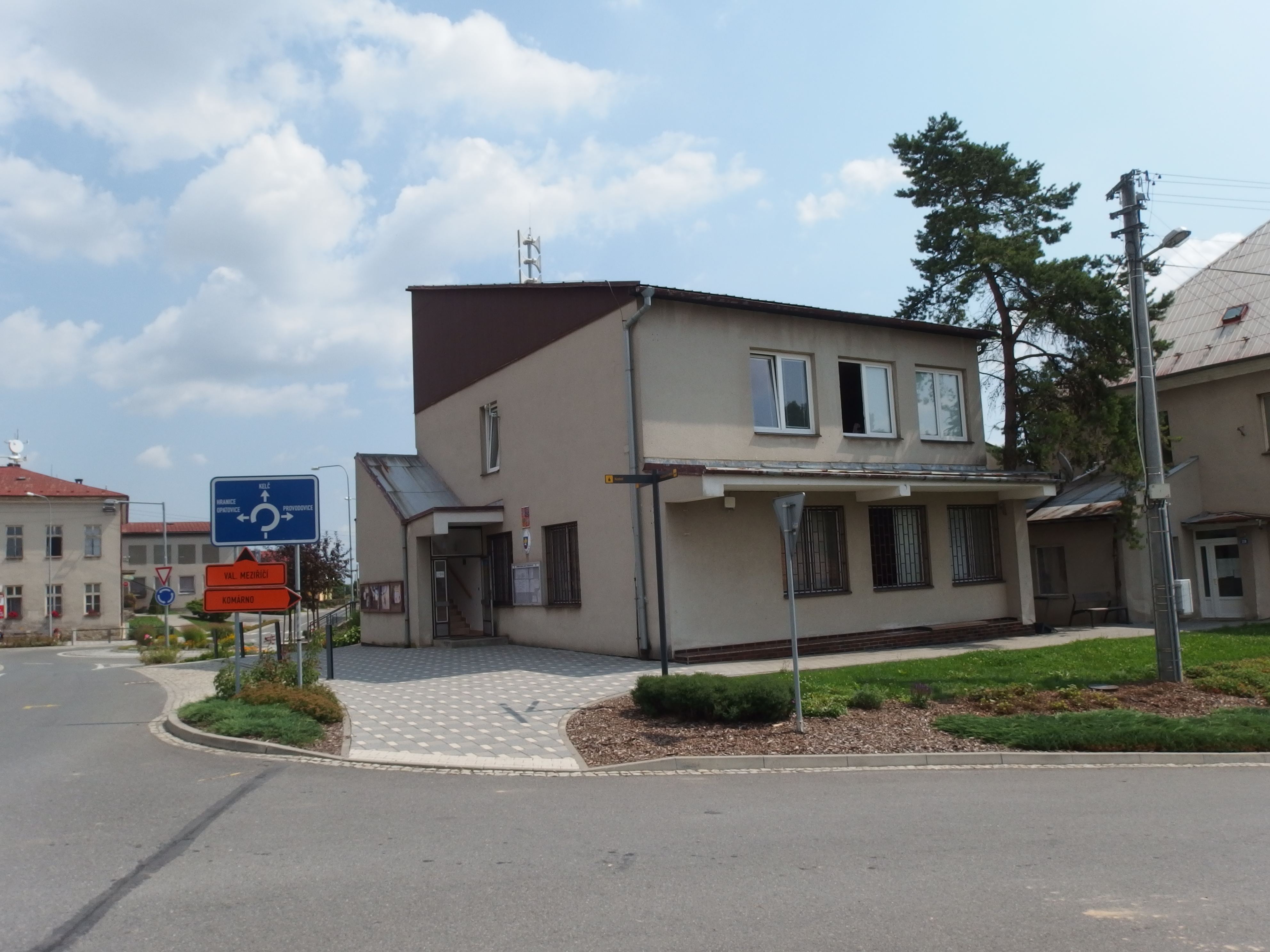
Obecní úřad